# In Memory
Az In Memory az amerikai Nevermore power/thrash metal együttes egyetlen EP-je. 1996 nyarán jelent meg a Century Media kiadó gondozásában. A lemezen egyrészt korábbi kiadatlan dalok újra felvett változatai, másrészt egy teljesen új dal (Optimist or Pessimist), és egy Bauhaus-feldolgozás található. Ezen az EP-n szerepelt első alkalommal a Nevermore tagjaként Pat O'Brien gitáros, aki az első nagylemez turnéján csatlakozott a zenekarhoz.
2006. szeptember 11-én a Century Media remasterelt változatban újra megjelentette a minialbumot öt bónusz dallal kiegészítve, amelyek a Nevermore következő nagylemezéhez, a The Politics of Ecstasy albumhoz készült demófelvételek voltak. Ezeken a demókon nem a teljes zenekar szerepel, csak Jeff Loomis gitáros és Warrel Dane énekes, a dobok programozottak.

## Az album dalai
1. Optimist or Pessimist – 3:38
2. Matricide – 5:21
3. In Memory – 7:05
4. Silent Hedges/Double Dare (Bauhaus-feldolgozás) – 4:41
5. The Sorrowed Man – 5:24

### 2006-os újrakiadás bónuszai
1. The Tiananmen Man (demo) - 5:44
2. The Seven Tongues of God (demo) - 5:43
3. Passenger (demo) - 5:11
4. This Sacrament (demo) - 5:53
5. 42147 (instrumental demo) - 4:37

## Közreműködők
- Warrel Dane – ének
- Jeff Loomis – gitár
- Pat O’Brien – gitár
- Jim Sheppard – basszusgitár
- Van Williams – dobok

## Külső hivatkozások
- Nevermore hivatalos honlap Archiválva 2005. augusztus 15-i dátummal a Wayback Machine-ben
- Nevermore a MySpace-en
- Nevermore a Last.fm-en